# 国山碑
31°18′03″N 119°39′11″E / 31.30083°N 119.65306°E
国山碑，亦稱禪國山碑，位于中国江苏省宜兴市张渚镇国山西麓，2001年被列为第五批全国重点文物保护单位。国山碑全文见于杨慎《谭苑醍醐·卷九》。
国山原称离墨山，三国吴天玺元年（276年）此处地震后突现十余丈长的石室，并有大石自立，孙皓以为瑞祥之兆，遣大司空董朝、太常周處来此封禅，并刻石立碑以为记。国山碑大致呈圆柱形，高2.35米，四周环刻文字，共四十三行，每行二十五字，篆书，由中书东观令史立信中郎将苏建所书。清乾隆二十九年（1764年）知县唐仲冕在此筑碑亭，民国储强南改建石亭，现已扩建为国山碑园。
原碑文字殘泐嚴重，翁方綱《兩漢金石記》保存釋文較多。

## 相关條目
- 天發神讖碑
- 篆書
- 孫皓

## 外部鏈接
- . ColBase - 国立文化財機構所蔵品統合検索システム.   [2023-06-16]. （原始内容存档于2023-06-16）.